# Torsten Stubelius

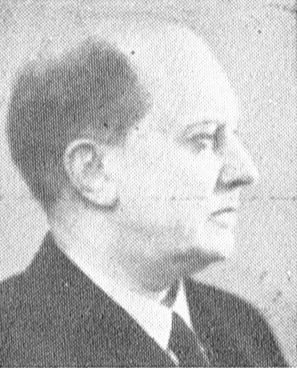
Torsten Stubelius

Torsten Stubelius (även kallad Stubben[källa behövs]), född 1883 i Fjällbacka, död 1963, var en svensk arkitekt och formgivare. Han var mellan 1911 och 1916 Sigurd Lewerentz' partner. Mest bekant av hans egna arbeten blev ombyggnaden av krogen Den Gyldene Freden, som han ritade 1920 i uppdrag av Anders Zorn.

## Liv och verk

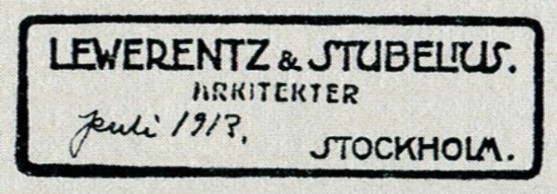
"Lewerentz & Stubelius" ritningsstämpel.

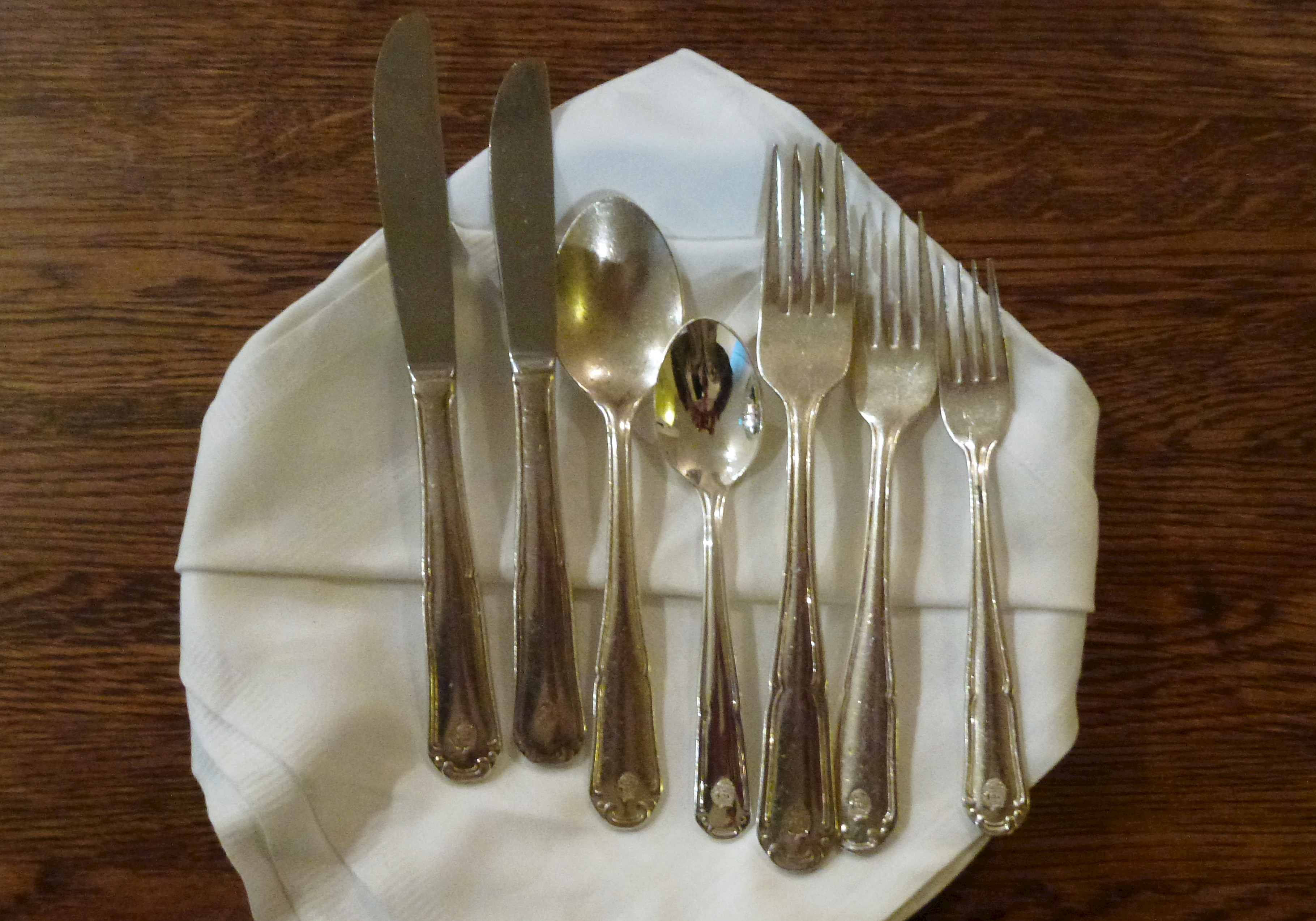
Den Gyldene Fredens bestick är formgivna av Torsten Stubelius.

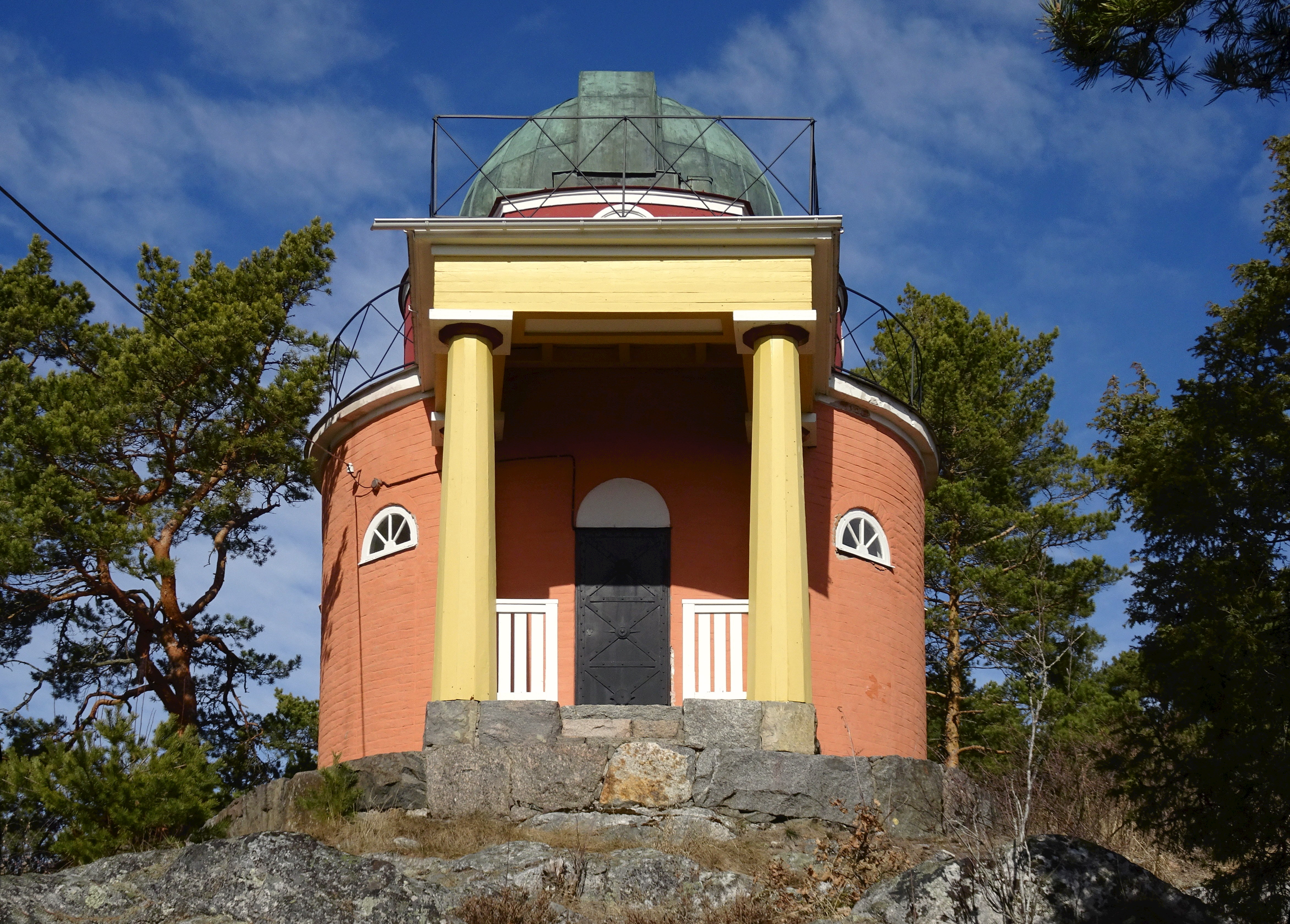
Kvistabergs observatorium ritades av Stubelius.

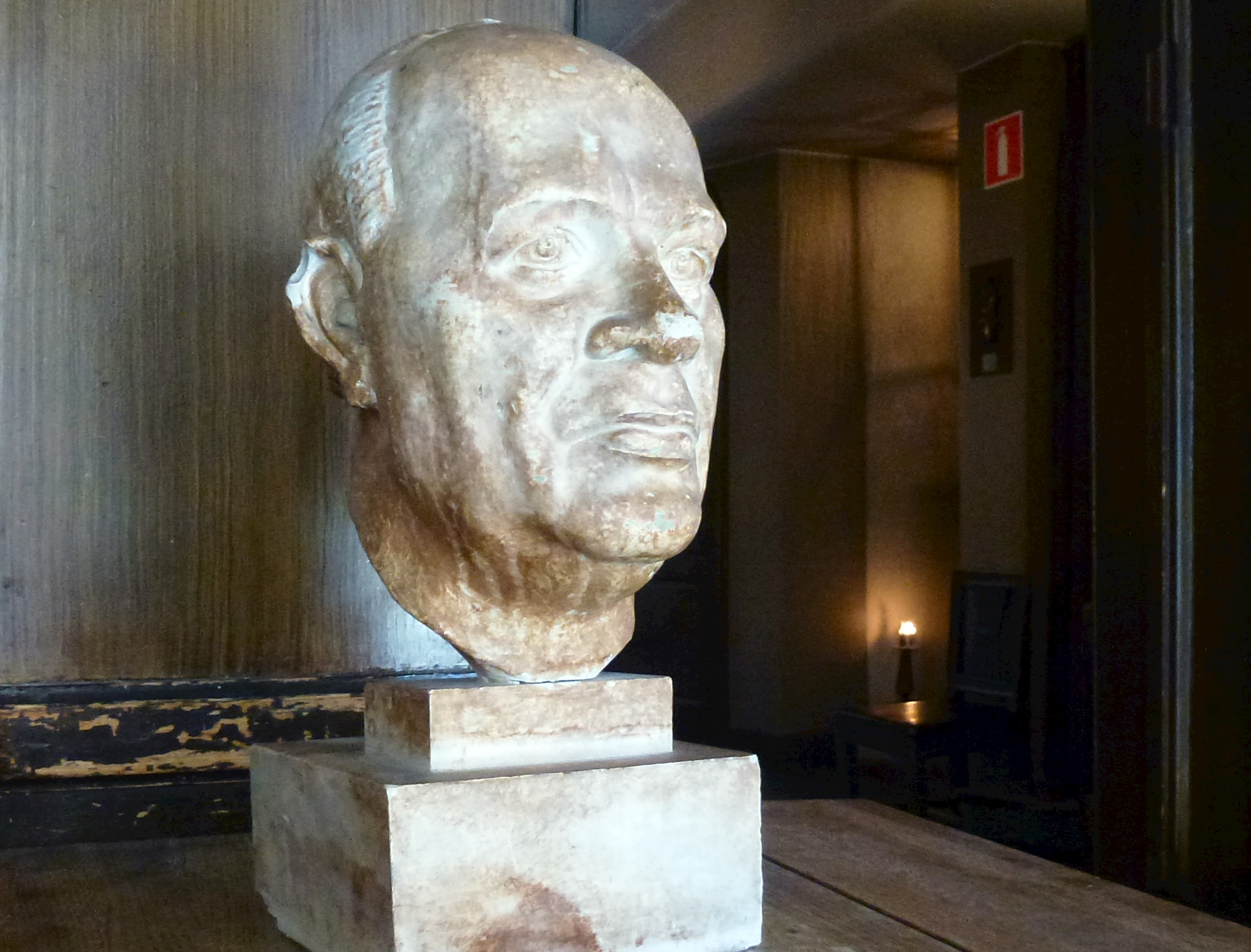
Stubelius' byst på Den Gyldene Freden.

Stubelius var son till folkskollärare C. R. Stubelius och Johanna Maria, född Wingård. Efter skolgången läste han vid Chalmers tekniska högskola i Göteborg lägre och högre avdelningar och tog ingenjörsexamen 1903. Vidare studerade han tre år vid Konstakademien i Stockholm och fick stipendium för tre års studier i Tyskland, där Berlin och München blev viktiga stationer.
Stubelius var aktiv i Svenska slöjdföreningen, var verksam som skribent och hade viktiga kontakter till Deutscher Werkbund. Åren 1911 till 1916 var han partner till Sigurd Lewerentz med det gemensamma arkitektkontoret Lewerentz & Stubelius som låg vid Lilla Nygatan 13 i Gamla stan i Stockholm. Beträffande projekteringsarbetet kan dock Lewerentz betraktas som den ledande i firman, medan Stubelius höll kontakterna utåt. Lewerentz & Stubelius arbetade över hela fältet från stadsplaner till möbler och inredningsföremål. Många uppgifter hade direkt industrianknytning.
Bland aktuella frågor engagerade Stubelius sig i industriell formgivning, egnahemsrörelsen och utformningen av begravningsplatser. I en artikel i facktidskriften Arkitektur från 1914 ansåg han att den svenska kyrkogårdskonsten befunnit sig in djupt förfall sedan något halvsekel. Både Stubelius och Lewerentz hade tidigare bott i München och studerat bland annat tysk kyrkogårdsarkitektur, som ansågs vara framtidsvisande. Ett förslag till Helsingborgs krematorium från 1914 förverkligades aldrig – anläggningen ritades senare av arkitekten Ragnar Östberg och stod färdig 1929 – men betraktades som en milstolpe både i funktion och arkitektur.
Efter 1917 hade Stubelius egen verksamhet och arbetade som arkitekt i Stockholm med uppdrag att restaurera kyrkor och slott. Hans mest kända arbete är restaureringen av Carl Michael Bellmans stamkrog Den Gyldene Freden i Gamla stan. Uppdraget att renovera den anrika krogen gavs 1920 av Anders Zorn sedan Zorn köpt den. Där ritade Stubelius även hela krogens utrustning med serviser och bestick. In i minsta detalj beskrev Zorn hur han ville ha arbetet utfört och på tre år förverkligades planerna. På krogen finns numera ett särskilt Stubeliusrum.
Bland övriga arbeten i Stockholm kan nämnas ombyggnad av Cirkus till teater (1931–1932) och tillbyggnad av restaurangen Villa Källhagen på Djurgården som utfördes i början av 1930-talet.